# Assem Qanso
 (décembre 2014).
Pour les articles homonymes, voir Qanso.
Assem Qanso (né à Baalbek en 1937) est un homme politique libanais de confession musulmane, chef du parti Baas au Liban.

## Biographie
Il a effectué des études d'ingénieur en Yougoslavie (1963, mines et géologie) puis en Roumanie (pétrole et géologie).
Assem Qanso est né à Baalbek dans une famille chiite. Il rejoint le parti Baas en 1954 et en devient le secrétaire général en 1966 après la scission qui divise le parti en deux parties. Il a effectué des études d'ingénieur en Yougoslavie (1963, mines et géologie) puis en Roumanie (pétrole et géologie). Pendant la guerre civile libanaise (1975-1991), le Baas libanais était divisé en deux groupes hostiles : une faction pro-Bagdad et une faction pro-Damas. Qanso est résolument pro-syrien.
Les relations entre le parti Kataeb et le parti Baas se sont améliorées lorsque, sur ordre de Karim Pakradouni (le chef du parti Kataeb) et Qanso sont convenus de créer un comité entre les deux partis pour discuter de la politique libanaise et arabe. Les relations se sont encore améliorées lorsque le gouvernement baasiste syrien a intensifié ses contacts avec le parti Kataeb.
Pendant la guerre civile libanaise, le parlement libanais a formé le Comité de dialogue national en 1975, Qanso était un représentant du Comité de dialogue national. Qanso s'est opposé à l'idée selon laquelle la démission de Soleimane Frangié, le président du Liban, mettrait fin au conflit.
Après la mort de Hafez al-Assad en 2000, des personnalités notables telles qu'Abdul Halim Khaddam et Ghazi Kanaan ont soutenu Rafic Hariri contre Émile Lahoud, alors président du Liban, lors des élections générales de 2000.
Assem Qanso est marié et père de 5 enfants. Il ne doit pas être confondu avec Ali Qanso, chef du Parti social nationaliste syrien (PSNS).

## Carrière politique
Il rejoint le Baas libanais en 1953. Durant la guerre du Liban, la branche libanaise du parti est divisé en deux groupes hostiles : le Baas syrien et le Baas irakien. Qanso est résolument baasiste syrien. Il est réputé pour la brutalité de ses discours. Il a publiquement menacé Walid Joumblatt de mort le 6 novembre 2000, en plein séance parlementaire : « Vous avez dépassé toutes les limites. La guerre d'Israël arrive et les agents cachés ne seront pas protégés des fusils de la résistance. » Il a publiquement supporté la prolongation du mandat d'Émile Lahoud (11 juin 2004) avant même que la Syrie ne fasse connaître sa décision. Qanso était un opposant farouche à la révolution du cèdre. Il ne sera pas réélu au parlement libanais en 2005. Le 2 février 2005, il qualifie Walid Joumblatt « d'espion » en raison du support de celui-ci pour la Résolution 1559 (2004) du Conseil de sécurité des Nations unies : « vous serez crucifié sur la décharge de l'histoire, comme symbole de votre ingratitude et de vos coups de poignards dans le dos » et « vous n'êtes pas hors d'atteinte de nos militants ».